# Gran Premio motociclistico di Germania 2004
Il Gran Premio motociclistico di Germania 2004 corso il 18 luglio, è stato l'ottavo Gran Premio della stagione 2004 e ha visto vincere: la Honda di Max Biaggi in MotoGP, Daniel Pedrosa nella classe 250 e Roberto Locatelli nella classe 125.

## MotoGP

### Arrivati al traguardo
| Pos. | Nº | Pilota            | Squadra                   | Motocicletta       | Giri | Tempo     | Griglia | Punti |
| ---- | -- | ----------------- | ------------------------- | ------------------ | ---- | --------- | ------- | ----- |
| 1º   | 3  | Max Biaggi        | Camel Honda               | Honda RC211V       | 30   | 42:23.287 | 1       | 25    |
| 2º   | 4  | Alex Barros       | Repsol Honda              | Honda RC211V       | 30   | +0.349    | 6       | 20    |
| 3º   | 69 | Nicky Hayden      | Repsol Honda              | Honda RC211V       | 30   | +4.293    | 9       | 16    |
| 4º   | 46 | Valentino Rossi   | Gauloises Fortuna Yamaha  | Yamaha YZR-M1      | 30   | +4.500    | 2       | 13    |
| 5º   | 45 | Colin Edwards     | Telefonica Movistar Honda | Honda RC211V       | 30   | +16.137   | 11      | 11    |
| 6º   | 6  | Makoto Tamada     | Camel Honda               | Honda RC211V       | 30   | +16.482   | 13      | 10    |
| 7º   | 56 | Shin'ya Nakano    | Kawasaki Racing           | Kawasaki ZX-RR     | 30   | +18.477   | 5       | 9     |
| 8º   | 10 | Kenny Roberts Jr  | Suzuki MotoGP             | Suzuki GSV-R       | 30   | +23.335   | 3       | 8     |
| 9º   | 21 | John Hopkins      | Suzuki MotoGP             | Suzuki GSV-R       | 30   | +30.705   | 12      | 7     |
| 10º  | 66 | Alex Hofmann      | Kawasaki Racing           | Kawasaki ZX-RR     | 30   | +40.540   | 16      | 6     |
| 11º  | 11 | Rubén Xaus        | D’Antin MotoGP            | Ducati Desmosedici | 30   | +43.712   | 18      | 5     |
| 12º  | 99 | Jeremy McWilliams | MS Aprilia Racing         | Aprilia RS Cube    | 30   | +52.791   | 17      | 4     |
| 13º  | 50 | Neil Hodgson      | D’Antin MotoGP            | Ducati Desmosedici | 30   | +53.690   | 19      | 3     |
| 14º  | 67 | Shane Byrne       | MS Aprilia Racing         | Aprilia RS Cube    | 30   | +1:13.215 | 23      | 2     |
| 15º  | 84 | Michel Fabrizio   | WCM                       | Harris WCM         | 30   | +1:20.050 | 21      | 1     |
| 16º  | 35 | Chris Burns       | WCM                       | Harris WCM         | 29   | +1 giro   | 24      |       |

### Ritirati
| Nº | Pilota          | Squadra                   | Motocicletta       | Giri | Griglia |
| -- | --------------- | ------------------------- | ------------------ | ---- | ------- |
| 80 | Kurtis Roberts  | Proton Team KR            | Proton KR5         | 26   | 22      |
| 33 | Marco Melandri  | Fortuna Gauloises Tech 3  | Yamaha YZR-M1      | 20   | 14      |
| 17 | Norick Abe      | Fortuna Gauloises Tech 3  | Yamaha YZR-M1      | 20   | 15      |
| 12 | Troy Bayliss    | Ducati Marlboro           | Ducati Desmosedici | 10   | 8       |
| 65 | Loris Capirossi | Ducati Marlboro           | Ducati Desmosedici | 9    | 10      |
| 15 | Sete Gibernau   | Telefonica Movistar Honda | Honda RC211V       | 8    | 4       |
| 7  | Carlos Checa    | Gauloises Fortuna Yamaha  | Yamaha YZR-M1      | 4    | 7       |
| 9  | Nobuatsu Aoki   | Proton Team KR            | Proton KR5         | 3    | 20      |

## Classe 250

### Arrivati al traguardo
| Pos. | Nº | Pilota           | Squadra                     | Motocicletta | Giri | Tempo     | Griglia | Punti |
| ---- | -- | ---------------- | --------------------------- | ------------ | ---- | --------- | ------- | ----- |
| 1º   | 26 | Daniel Pedrosa   | Telefonica Movistar Honda   | Honda        | 29   | 41:37.239 | 5       | 25    |
| 2º   | 19 | Sebastián Porto  | Repsol - Aspar              | Aprilia      | 29   | +4.279    | 1       | 20    |
| 3º   | 51 | Alex De Angelis  | Aprilia Racing              | Aprilia      | 29   | +16.403   | 2       | 16    |
| 4º   | 73 | Hiroshi Aoyama   | Telefonica Movistar Honda   | Honda        | 29   | +16.769   | 12      | 13    |
| 5º   | 7  | Randy de Puniet  | Safilo Carrera - LCR        | Aprilia      | 29   | +16.966   | 4       | 11    |
| 6º   | 2  | Roberto Rolfo    | Fortuna Honda               | Honda        | 29   | +18.135   | 3       | 10    |
| 7º   | 14 | Anthony West     | Freesoul Abruzzo Racing     | Aprilia      | 29   | +32.141   | 14      | 9     |
| 8º   | 10 | Fonsi Nieto      | Repsol - Aspar              | Aprilia      | 29   | +32.766   | 8       | 8     |
| 9º   | 21 | Franco Battaini  | Campetella Racing           | Aprilia      | 29   | +37.726   | 10      | 7     |
| 10º  | 50 | Sylvain Guintoli | Campetella Racing           | Aprilia      | 29   | +38.088   | 11      | 6     |
| 11º  | 6  | Alex Debón       | Wurth Honda BQR             | Honda        | 29   | +50.782   | 13      | 5     |
| 12º  | 57 | Chaz Davies      | Aprilia Germany             | Aprilia      | 29   | +50.934   | 17      | 4     |
| 13º  | 11 | Joan Olivé       | Campetella Racing           | Aprilia      | 29   | +1:00.946 | 16      | 3     |
| 14º  | 34 | Eric Bataille    | Wurth Honda BQR             | Honda        | 29   | +1:02.410 | 24      | 2     |
| 15º  | 96 | Jakub Smrž       | Molenaar Racing             | Honda        | 29   | +1:02.527 | 21      | 1     |
| 16º  | 8  | Naoki Matsudo    | UGT Kurz                    | Yamaha       | 29   | +1:02.554 | 9       |       |
| 17º  | 44 | Tarō Sekiguchi   | NC World Trade              | Yamaha       | 29   | +1:18.235 | 22      |       |
| 18º  | 28 | Dirk Heidolf     | Grefusa - Aspar             | Aprilia      | 29   | +1:18.386 | 15      |       |
| 19º  | 36 | Erwan Nigon      | UGT Kurz                    | Yamaha       | 29   | +1:21.155 | 23      |       |
| 20º  | 16 | Johan Stigefelt  | Aprilia Germany             | Aprilia      | 29   | +1:21.574 | 26      |       |
| 21º  | 17 | Klaus Nöhles     | Castrol-Honda Kiefer Racing | Honda        | 29   | +1:22.048 | 19      |       |
| 22º  | 24 | Toni Elías       | Fortuna Honda               | Honda        | 28   | +1 giro   | 7       |       |

### Ritirati
| Nº | Pilota          | Squadra                     | Motocicletta | Giri | Griglia |
| -- | --------------- | --------------------------- | ------------ | ---- | ------- |
| 9  | Hugo Marchand   | Freesoul Abruzzo Racing     | Aprilia      | 19   | 20      |
| 77 | Grégory Lefort  | Equipe GP de France - Scrab | Aprilia      | 16   | 27      |
| 12 | Arnaud Vincent  | Equipe GP de France - Scrab | Aprilia      | 12   | 25      |
| 25 | Alex Baldolini  | Matteoni Racing             | Aprilia      | 11   | 18      |
| 40 | Max Sabbatani   | NC World Trade              | Yamaha       | 8    | 28      |
| 54 | Manuel Poggiali | MS Aprilia                  | Aprilia      | 6    | 6       |

## Classe 125

### Arrivati al traguardo
| Pos. | Nº | Pilota            | Squadra                  | Motocicletta | Giri | Tempo     | Griglia | Punti |
| ---- | -- | ----------------- | ------------------------ | ------------ | ---- | --------- | ------- | ----- |
| 1º   | 15 | Roberto Locatelli | Safilo Carrera - LCR     | Aprilia      | 27   | 40:03.511 | 10      | 25    |
| 2º   | 3  | Héctor Barberá    | Seedorf Racing           | Aprilia      | 29   | +0.175    | 2       | 20    |
| 3º   | 22 | Pablo Nieto       | Master - Repsol          | Aprilia      | 27   | +0.706    | 5       | 16    |
| 4º   | 34 | Andrea Dovizioso  | Kopron Team Scot         | Honda        | 27   | +0.715    | 1       | 13    |
| 5º   | 36 | Mika Kallio       | Red Bull KTM             | KTM          | 27   | +1.073    | 11      | 11    |
| 6º   | 48 | Jorge Lorenzo     | Caja Madrid Derbi Racing | Derbi        | 27   | +1.176    | 12      | 10    |
| 7º   | 19 | Álvaro Bautista   | Seedorf Racing           | Aprilia      | 27   | +1.283    | 16      | 9     |
| 8º   | 6  | Mirko Giansanti   | Matteoni Racing          | Aprilia      | 27   | +1.459    | 4       | 8     |
| 9º   | 10 | Julián Simón      | Angaia Racing            | Honda        | 27   | +9.636    | 7       | 7     |
| 10º  | 58 | Marco Simoncelli  | Rauch Bravo              | Aprilia      | 27   | +11.821   | 6       | 6     |
| 11º  | 21 | Steve Jenkner     | Rauch Bravo              | Aprilia      | 27   | +17.967   | 3       | 5     |
| 12º  | 24 | Simone Corsi      | Kopron Team Scot         | Honda        | 27   | +20.307   | 14      | 4     |
| 13º  | 42 | Gioele Pellino    | Abruzzo Racing           | Aprilia      | 27   | +31.798   | 18      | 3     |
| 14º  | 33 | Sergio Gadea      | Master - Repsol          | Aprilia      | 27   | +31.927   | 17      | 2     |
| 15º  | 7  | Stefano Perugini  | Metis Gilera Racing      | Gilera       | 27   | +37.556   | 25      | 1     |
| 16º  | 14 | Gábor Talmácsi    | Semprucci Malaguti       | Malaguti     | 27   | +37.720   | 19      |       |
| 17º  | 52 | Lukáš Pešek       | Ajo Motorsport           | Honda        | 27   | +37.911   | 13      |       |
| 18º  | 12 | Thomas Lüthi      | Elit Grand Prix          | Honda        | 27   | +37.920   | 26      |       |
| 19º  | 69 | Robbin Harms      | Ajo Motorsport           | Honda        | 27   | +55.350   | 24      |       |
| 20º  | 54 | Mattia Pasini     | Safilo Carrera - LCR     | Aprilia      | 27   | +55.384   | 23      |       |
| 21º  | 39 | Patrick Unger     | Motorrad Unger Racing    | Aprilia      | 27   | +58.942   | 29      |       |
| 22º  | 66 | Vesa Kallio       | Team Hungary             | Aprilia      | 27   | +59.902   | 27      |       |
| 23º  | 20 | Georg Fröhlich    | ADAC Honda               | Honda        | 27   | +1:17.723 | 33      |       |
| 24º  | 28 | Jordi Carchano    | Matteoni Racing          | Aprilia      | 27   | +1:17.997 | 30      |       |
| 25º  | 35 | Vaclav Bittman    | Elit Grand Prix          | Honda        | 27   | +1:18.297 | 35      |       |
| 26º  | 8  | Manuel Manna      | Semprucci Malaguti       | Malaguti     | 27   | +1:18.550 | 36      |       |
| 27º  | 40 | Manuel Mickan     | Team Freudenberg         | Honda        | 26   | +1 giro   | 32      |       |

### Ritirati
| Nº | Pilota           | Squadra                  | Motocicletta | Giri | Griglia |
| -- | ---------------- | ------------------------ | ------------ | ---- | ------- |
| 41 | Yōichi Ui        | Abruzzo Racing           | Aprilia      | 23   | 8       |
| 23 | Gino Borsoi      | Globet.com Racing        | Aprilia      | 23   | 9       |
| 70 | Julián Miralles  | MIR Racing               | Aprilia      | 17   | 34      |
| 25 | Imre Tóth        | Team Hungary             | Aprilia      | 16   | 22      |
| 32 | Fabrizio Lai     | Metis Gilera Racing      | Gilera       | 13   | 15      |
| 63 | Mike Di Meglio   | Globet.com Racing        | Aprilia      | 13   | 20      |
| 18 | Simone Sanna     | Sterilgarda Racing       | Aprilia      | 9    | 21      |
| 47 | Ángel Rodríguez  | Caja Madrid Derbi Racing | Derbi        | 9    | 28      |
| 16 | Raymond Schouten | Molenaar Racing          | Honda        | 0    | 31      |

### Non partito
| Nº | Pilota       | Squadra      | Motocicletta |
| -- | ------------ | ------------ | ------------ |
| 27 | Casey Stoner | Red Bull KTM | KTM          |

### Non qualificata
| Nº | Pilota           | Squadra       | Motocicletta |
| -- | ---------------- | ------------- | ------------ |
| 9  | Markéta Janáková | Angaia Racing | Honda        |